# 蘇瑋婷
蘇瑋婷（1983年3月21日—）畢業於中國文化大學新聞學系，現任寰宇新聞台主播。

## 學歷
- 正心中學
- 中國文化大學新聞學系，就讀期間曾參與校刊文化大學文化一周中文報編輯。

## 經歷
- 2007年：聯維有線電視記者[1][2]
- 2007年：東森ETtoday財經生活台主播及記者[3]
- 2008年至2010年：華視新聞夜間新聞主播、華視新聞地方中心記者
- 2009年12月中旬至2016年10月：華視午間新聞週末主播、華視晚間新聞週末主播
- 2010年4月至2010年9月：出國進修深造，華視留職停薪
- 2010年9月至2012年：擔任華視新聞資訊台主播、華視夜間新聞代班主播、記者、莒光園地主持人
- 2012年至2016年：華視夜間新聞、華視午間新聞代班主播
- 2013年8月17日2016年：華視晚間新聞週末主播
- 2014年4月16日2015年：華視新聞搶先報主播
- 2014年3月起至2016年9月：華視新聞雜誌主持人
- 2015年7月榮獲2015年文創產業新聞報導獎
- 2015年11月榮獲兩岸新聞報導獎
- 2016年8月榮獲2016年文創產業新聞報導獎
- 2020年至今：寰宇新聞台主播

## 獎項
| 年份       | 獲提名                 | 獎項                     | 結果 |
| ---------- | ---------------------- | ------------------------ | ---- |
| 2015年7月  | 義築客家村             | 2015年文創產業新聞報導獎 | 獲獎 |
| 2015年11月 | 大山女孩上學路(上下集) | 兩岸新聞報導獎           | 獲獎 |
| 2016年8月  | 阿公阿嬤搞文創         | 2016年文創產業新聞報導獎 | 獲獎 |

## 外部連結
- 蘇瑋婷的Facebook專頁
- 主播蘇瑋婷新聞播報畫面截圖 （页面存档备份，存于）